# Nguyễn Thanh Bình (Trà Vinh)
Nguyễn Thanh Bình (sinh ngày 6 tháng 8 năm 1955) là một chính trị gia người Việt Nam. Ông từng là đại biểu Quốc hội Việt Nam khóa 13 nhiệm kì 2011-2016 thuộc đoàn đại biểu tỉnh Vĩnh Long.

## Tiểu sử
Nguyễn Thanh Bình sinh ngày 6 tháng 8 năm 1955, người dân tộc Kinh, không theo tôn giáo nào, quê quán tại xã Tam Ngãi, huyện Cầu Kè, Trà Vinh.
Ông có trình độ Cử nhân ngành xây dựng Đảng, Chính quyền Nhà nước.
Ngày 30 tháng 10 năm 1972, Nguyễn Thanh Bình gia nhập Đảng Nhân dân Cách mạng miền Nam.
Sau đó, ông theo học và có trình độ Cử nhân lí luận chính trị Đảng Cộng sản Việt Nam.
Nguyễn Thanh Bình là đại biểu Quốc hội Việt Nam khóa 13 chuyên trách địa phương thuộc đoàn Đại biểu Quốc hội tỉnh Vĩnh Long, Phó Trưởng đoàn chuyên trách Đoàn ĐBQH tỉnh Vĩnh Long khóa 13, Ủy viên Uỷ ban Về các vấn đề xã hội của Quốc hội khóa 13. Ông còn là Tỉnh ủy viên Tỉnh ủy ĐCSVB tỉnh Vĩnh Long.